# Tso Moriri

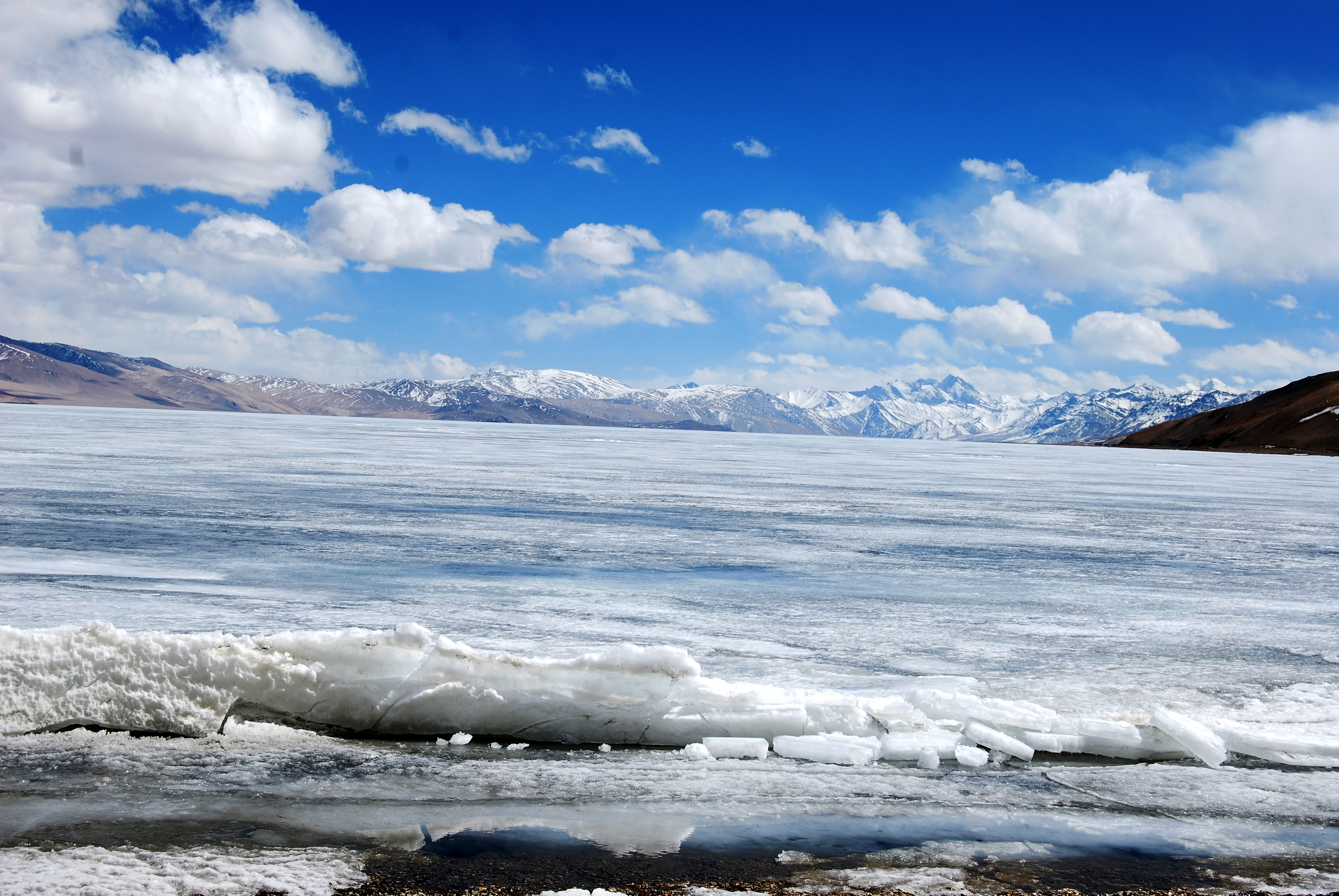
Tso Moriri helado.

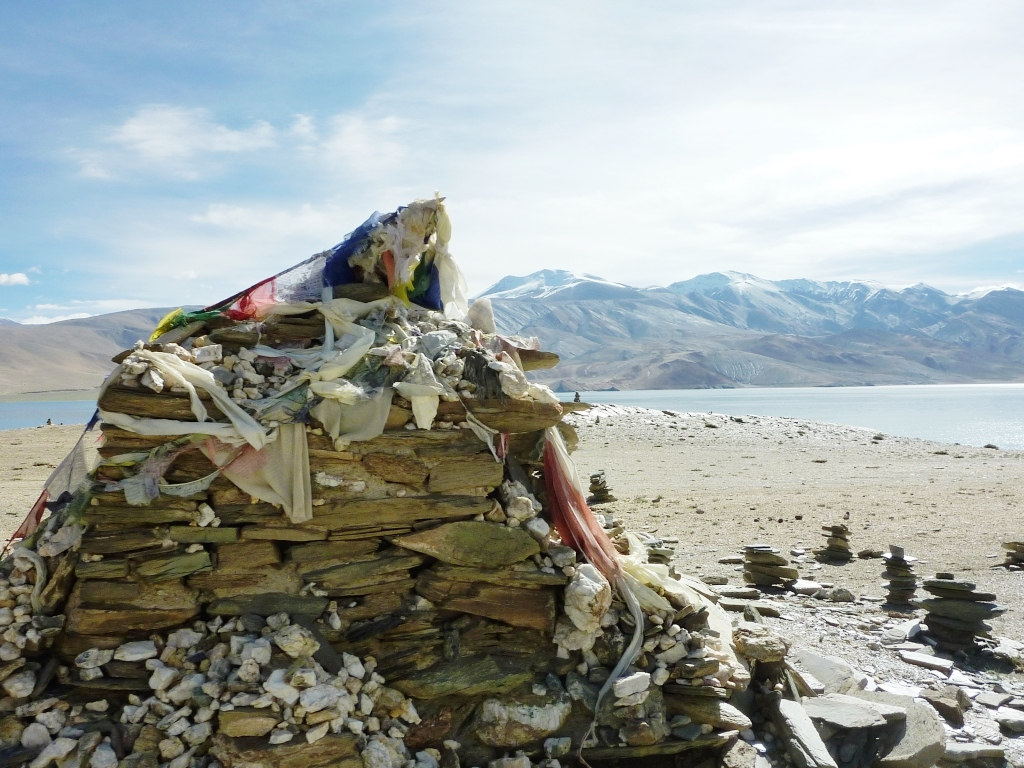
Aantuario budista a orillas del Tso Moriri, Ladkah, 2010.

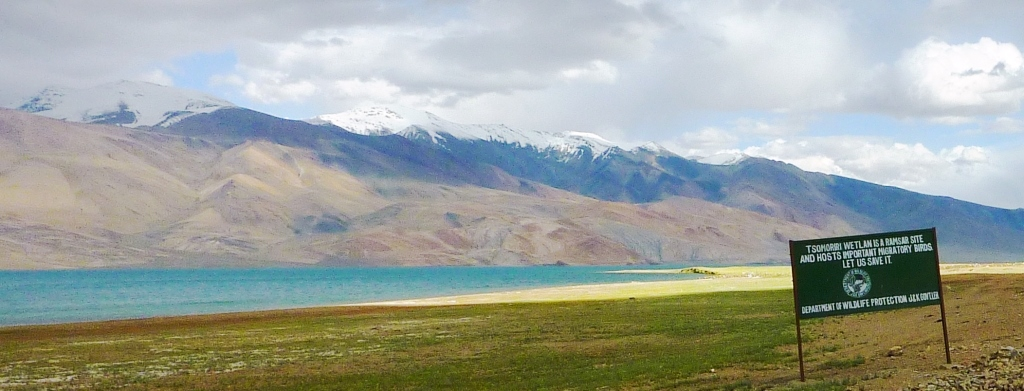
Lago Tsomoriri.

Tso Moriri o lago Moriri ( en tibetano: ལྷ་མོའི་བླ་མཚོ, wylie: lha mo bla mtsho, lago de montaña), es un lago en la meseta de  Changtang (literalmente: llanuras septentrionales), en Ladakh, India. El lago y sus alrededores están protegidos por la Reserva para la conservación del humedal de Tso Moriri, además de ser sitio Ramsar.
El lago está a una altitud de 4522 m. Es el más grande de los lagos de gran altitud completamente dentro de la India y de la región biogeográfica transhimalaya de Ladakh. Tiene unos 26 km de norte a sur y de 3 a 5 km de anchura. El lago no tiene salida en la actualidad y el agua es salobre aunque no muy perceptible al gusto.
El lago es alimentado por manantiales y nieve derretida de las montañas adyacentes. La mayor parte del agua entra en el lago en dos sistemas principales de corrientes, uno desde el norte y el otro desde el suroeste. Ambos sistemas de arroyos incluyen extensos pantanos donde desembocan en el lago. Antiguamente tenía una salida al sur, pero esta se ha bloqueado y el lago se ha convertido en un lago endorreico . El lago es de naturaleza oligotrófica y sus aguas son alcalinas.
La accesibilidad al lago se limita en gran medida a la temporada de verano, aunque Karzok (4595 m) en la costa noroeste y las instalaciones militares en las costas orientales están habitadas durante todo el año.

## Topografía
Según una clasificación de los lagos del Himalaya realizada sobre la base de su origen, hay cuatro grupos y Tso Moriri se encuentra en el tercer grupo de "lagos remanentes". La clasificación según los estados informados:
(i) lagos glaciares que se forman en y alrededor de los glaciares ; (ii) Lagos estructurales, formados por pliegues o fallas debido a movimientos en la corteza terrestre (ej. lago Nainital en Uttarakhand ), (iii) Lagos remanentes que originalmente eran estructurales pero que representan los restos de grandes lagos (p. ej., Tso Moriri, Tso Kar, Pangong Tso, en Ladakh, y lago Dal, en Cachemira ), (iv) Lagos naturales represados, es decir, cuerpos de agua temporales formados a lo largo de los cursos de los ríos debido a la deposición de rocas o escombros, por ejemplo, Gohna Tal en Garhwal, Uttarakhand.
La meseta de Changtang, al este de Ladakh, representa un paisaje de ecosistemas poco productivos que protege especies únicas de flora y fauna. El área es una extensión de la meseta tibetana occidental que se encuentra por encima de 4500 m y alberga poblaciones diversas pero bajas de varios mamíferos globalmente amenazados. La cuenca del lago también podría clasificarse como endorreica, ya que es una cuenca de drenaje cerrada que retiene el agua y no permite la salida a otros cuerpos de agua, como ríos u océanos.

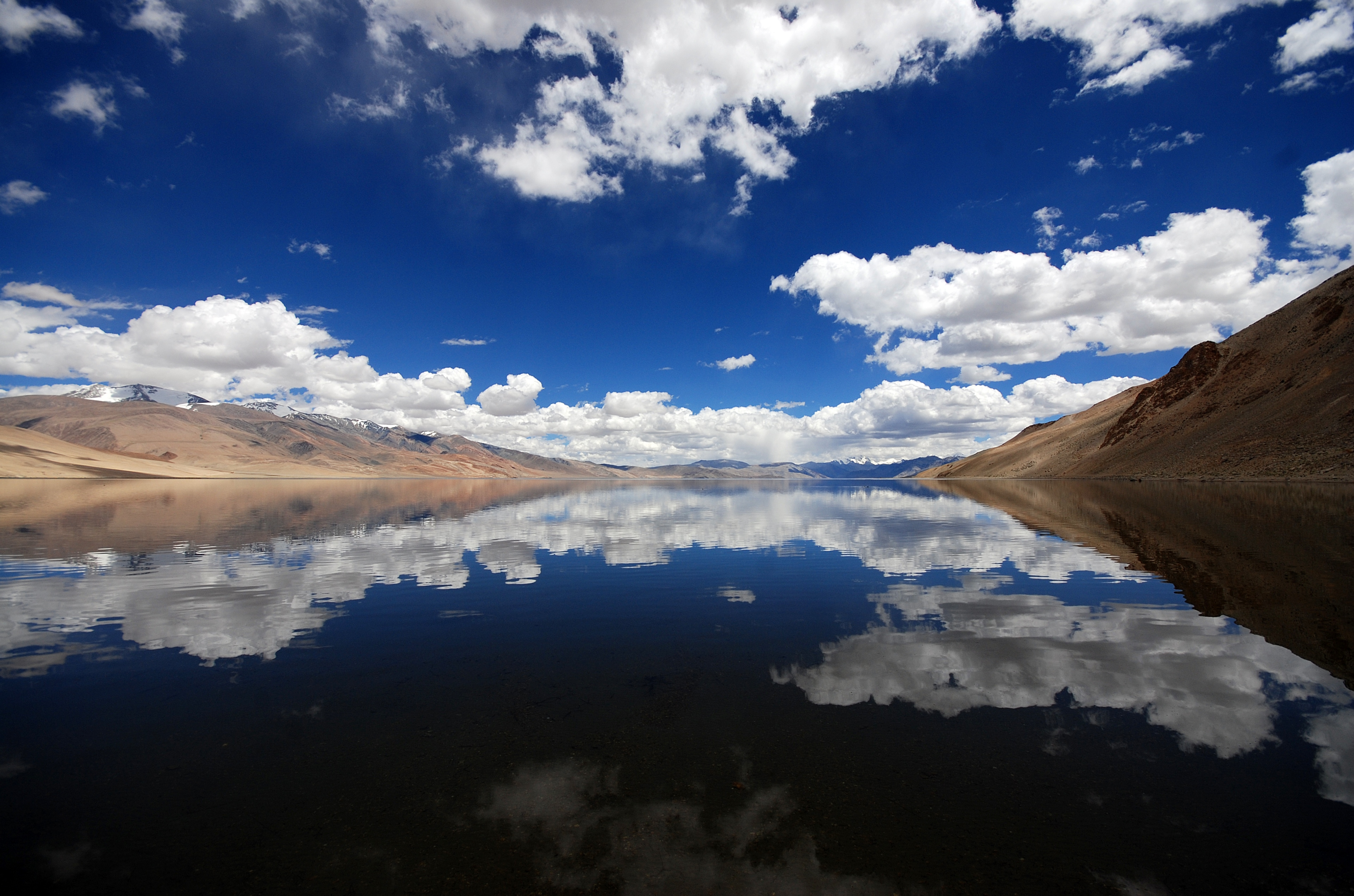
Tso Moriri desde Karzok, en Ladakh.

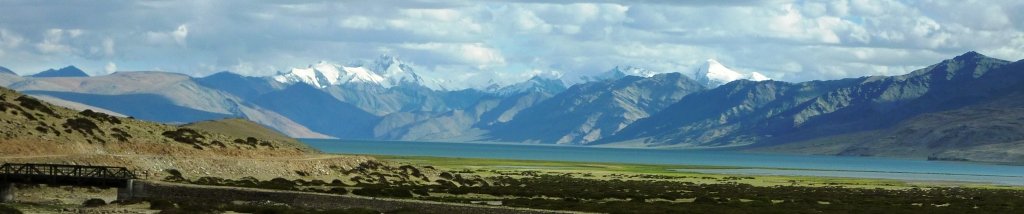
Tso Moriri, Ladakh

El lago se encuentra a entre 20 y 50 kilómetros al sudeste del centro del valle elevado de Rupshu, dentro de la gran meseta de Rupshu y en el área del valle. El lago está rodeado por montañas que se elevan a más de 6000 m, incluidos Mentok Kangri y Lungser Kangri. El pueblo changpa, formado por pastores nómadas migratorios (comunidad pastoril) de yak, ovejas, cabras y caballos de origen tibetano y que se dedican al comercio y al trabajo en caravanas en la región de Ladakh, son los principales habitantes de la zona. Los pastores changpa (o champa) utilizan la tierra de este valle como terreno de pastoreo y para el cultivo.

El Informe de Trabajo (2006) de la Comisión de Planificación del Gobierno de la India también informa:
A pesar de una cubierta vegetal pobre, una biomasa relativamente escasa y una alta presión antropogénica, esta área sostiene una población de ganado considerablemente elevada. El aumento constante de la población de ganado en el área se atribuye principalmente a la afluencia de pastores nómadas del Tíbet durante las últimas décadas y la promoción de la producción de cabras Pashmina por parte del Departamento de Cría de Animales (AHD) para obtener lana de buena calidad (pashmina). Los pastores y los funcionarios de la AHD, en los últimos años, han comenzado a expresar su preocupación por la degradación de los pastos, la consiguiente escasez de forraje y la mortalidad masiva del ganado durante los inviernos severos.
El monasterio de Korzok, en la orilla occidental del lago, tiene 400 años y atrae a turistas y peregrinos budistas. El turismo durante los meses de mayo a septiembre atrae a un gran número de turistas extranjeros y locales, aunque las instalaciones disponibles son tiendas de campaña, además de una pequeña casa de huéspedes para personas con discapacidad cerca del lago. Al noreste de Tso Moriri hay un pequeño lago que se conoce localmente como el Lago de la Alegría.

## Acceso

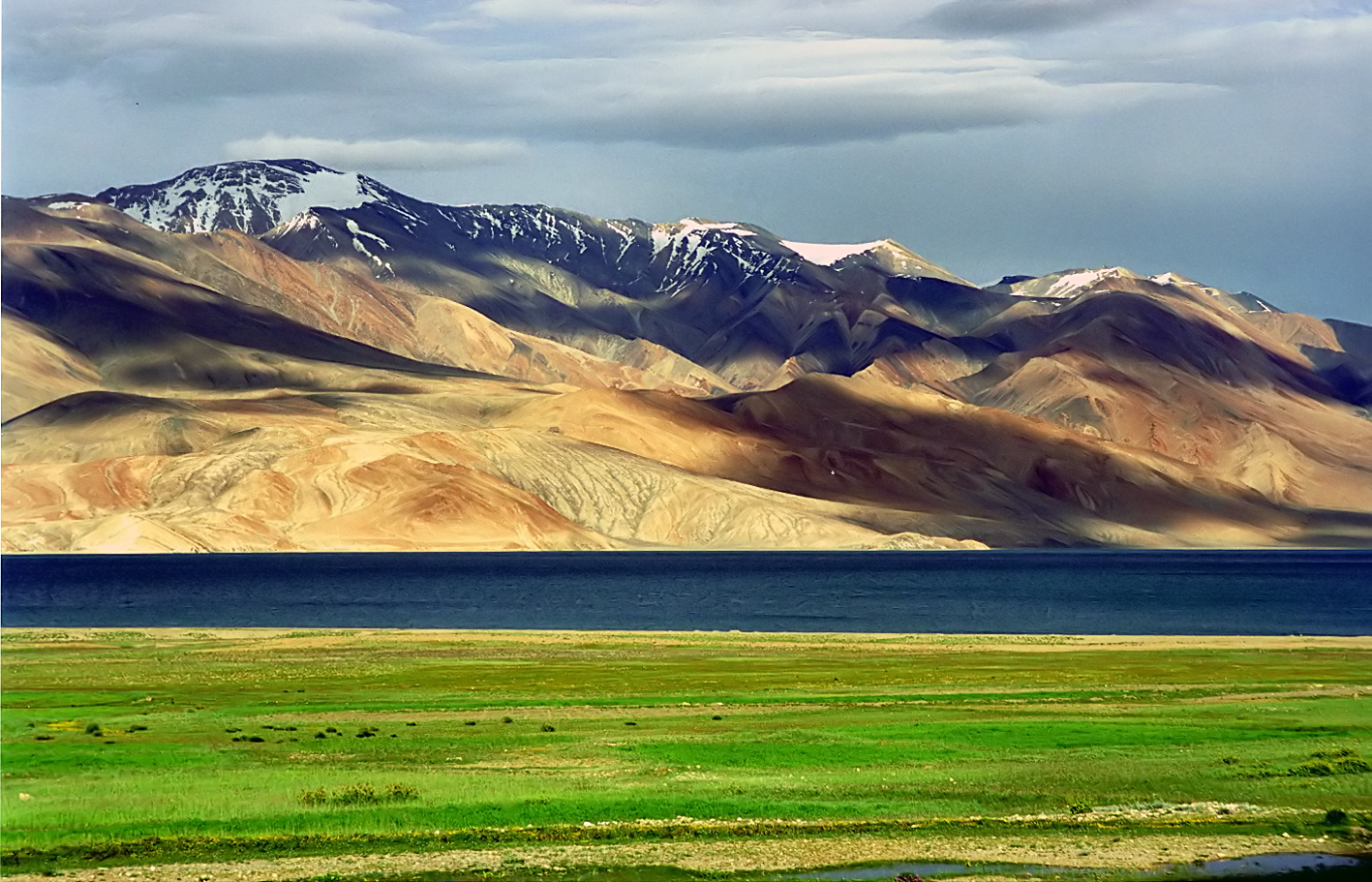
Montañas en Ladakh

El lago está ubicado al sureste de Leh, al este de Ladakh, a una distancia por carretera de 240 km. El camino está en buenas condiciones en su mayor parte. También se puede llegar a Tsomoriri directamente desde Pangong Tso a través de la remota región de Changtang . Este se considera uno de los recorridos más bellos de toda la región de Ladakh. A los extranjeros no se les permite ir más allá de las aldeas de Man-Merak en Pangong Tso, ya que no se les otorgan permisos. La distancia entre Pangong Tso y Tso Moriri es de 235 km y no hay surtidores de gasolina en la zona. Por lo tanto, es necesario llevar suficiente combustible. Leh también está conectado por vía aérea con muchos destinos en la India.

## Hidrología y calidad del agua

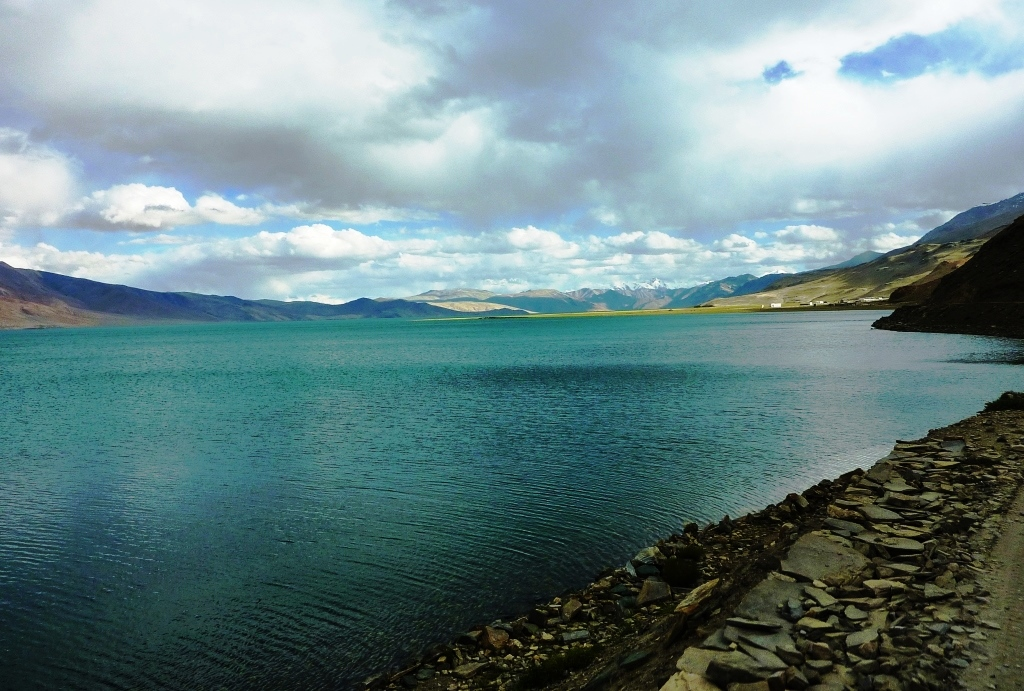
Tso Moriri, Ladakh. 2010

El lago, con una extensión de agua de 120 km2, está rodeado por picos que superan los 6.000 metros tanto en el lado este como en el oeste. En el sur, un valle casi plano se conecta con el río Pare Chu, que forma parte de la cuenca del río Sutlej, pero no desemboca en él ni sale de él. Lingdi Nadi, el principal afluente de Tso Moriri, drena el área de captación occidental del lago y se une al lago en su lado sur. Este valle contiene los humedales de Nuro Sumdo (con un área de captación de 20 km2), un área pantanosa que en su mayoría desemboca en el Pare Chu. Varios pequeños arroyos de montaña alimentan el lago, incluido uno a través de pastizales en Peldo Le. El lago es alimentado por manantiales y nieve derretida y tiene una profundidad máxima de 40 m. La aridez y las condiciones frías del desierto prevalecen en la región del lago; con temperaturas de verano que varían de 0° a 30 °C y en invierno entre − 10° y − 40 °C (14° a -40 °F). Geológicamente el lago se encuentra en roca ordovícica.

## Fauna y flora

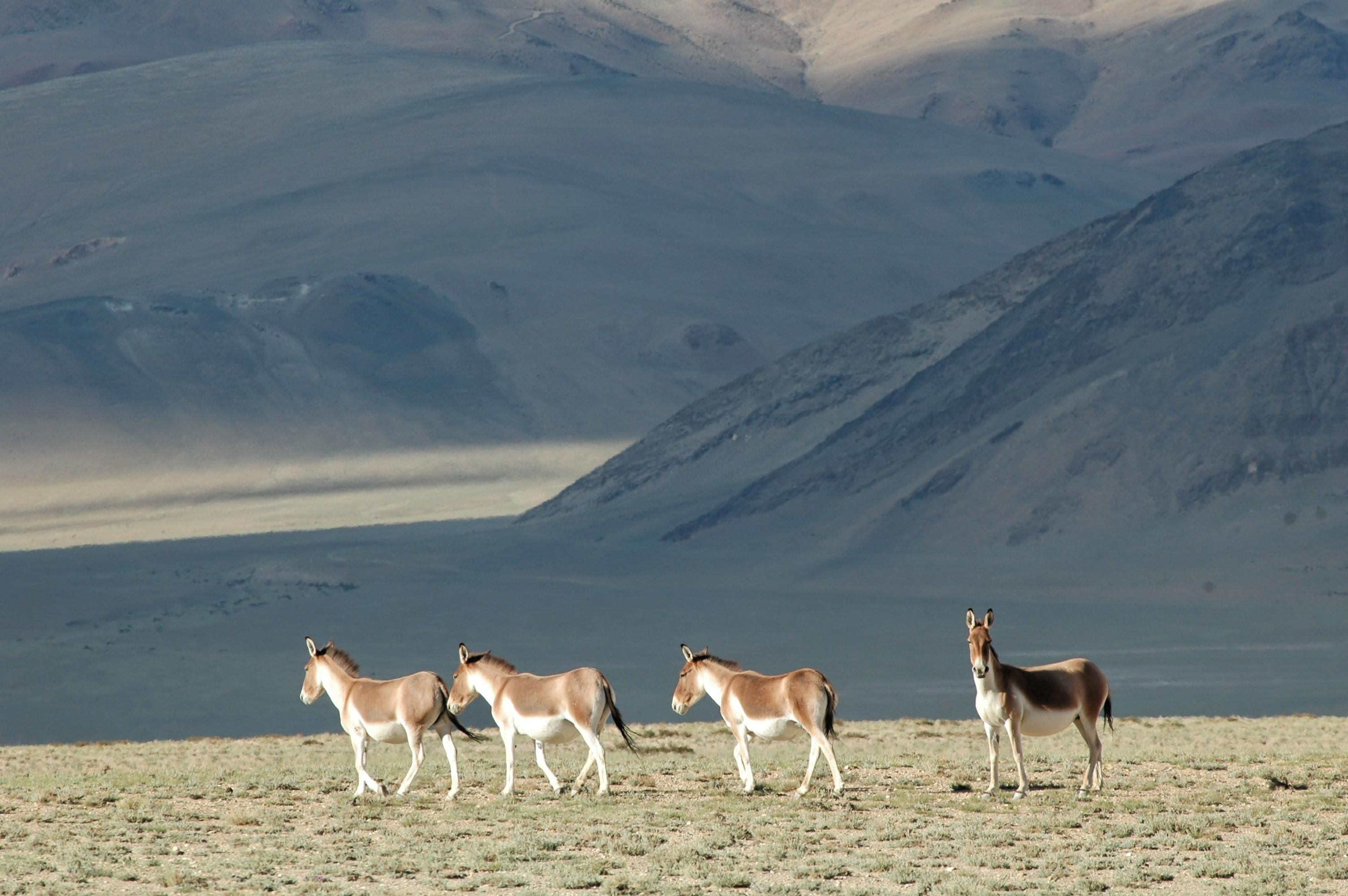
Kiangs en la proximidad de Tso Moriri.

Un estudio de la avifauna del lago y su humedal contiguo Nuro Sumdo realizado en julio de 1996 reveló los siguientes datos:

### Avifauna[8]
- Treinta y cuatro especies de aves, incluidas 14 especies de aves acuáticas (algunas se muestran en la galería) de las cuales las siguientes son las especies vulnerables:
  - Grulla cuellinegra ( Grus nigricollis ) en peligro de extinción.
  - Ánsar indio ( Anser indicus ) – único caldo de cultivo en la India
  - Gaviota hindú ( Larus brunnicephalus )
  - Somormujo lavanco ( Podiceps cristatus )
  - Porrón pardo
  - Zampullín cuellinegro ( Podiceps nigricollis )

### Mamíferos
- Gacela del Tíbet, Procapra picticaudata, o gacela de Goa (amenazado)
- lince euroasiático
- Argalí tibetano, Ovis amon hodgsoni
- Baral (Pseudois nayaur), carnero azul del Himalaya
- Asno tibetano o kiang (Equus kiang), endémico de la meseta tibetana
- Una especie de marmota, Marmota himalayana, que se ve en gran número en las laderas de las colinas que rodean el lago y también a lo largo de las carreteras.
- Liebre lanuda, Lepus oistolus
- Una especie de roedor, Alticola roylei
- Dos especies de picas, Ochotona macrotis, o pica de orejas largas, Ochotona curzoniae o pica de meseta y un roedor, Scincella ladacensis.

### Carnívoros grandes
- La fauna carnívora reportada es:
  - el leopardo de las nieves ( Uncia uncia )
  - el lobo tibetano ( Canis lupus chanco )

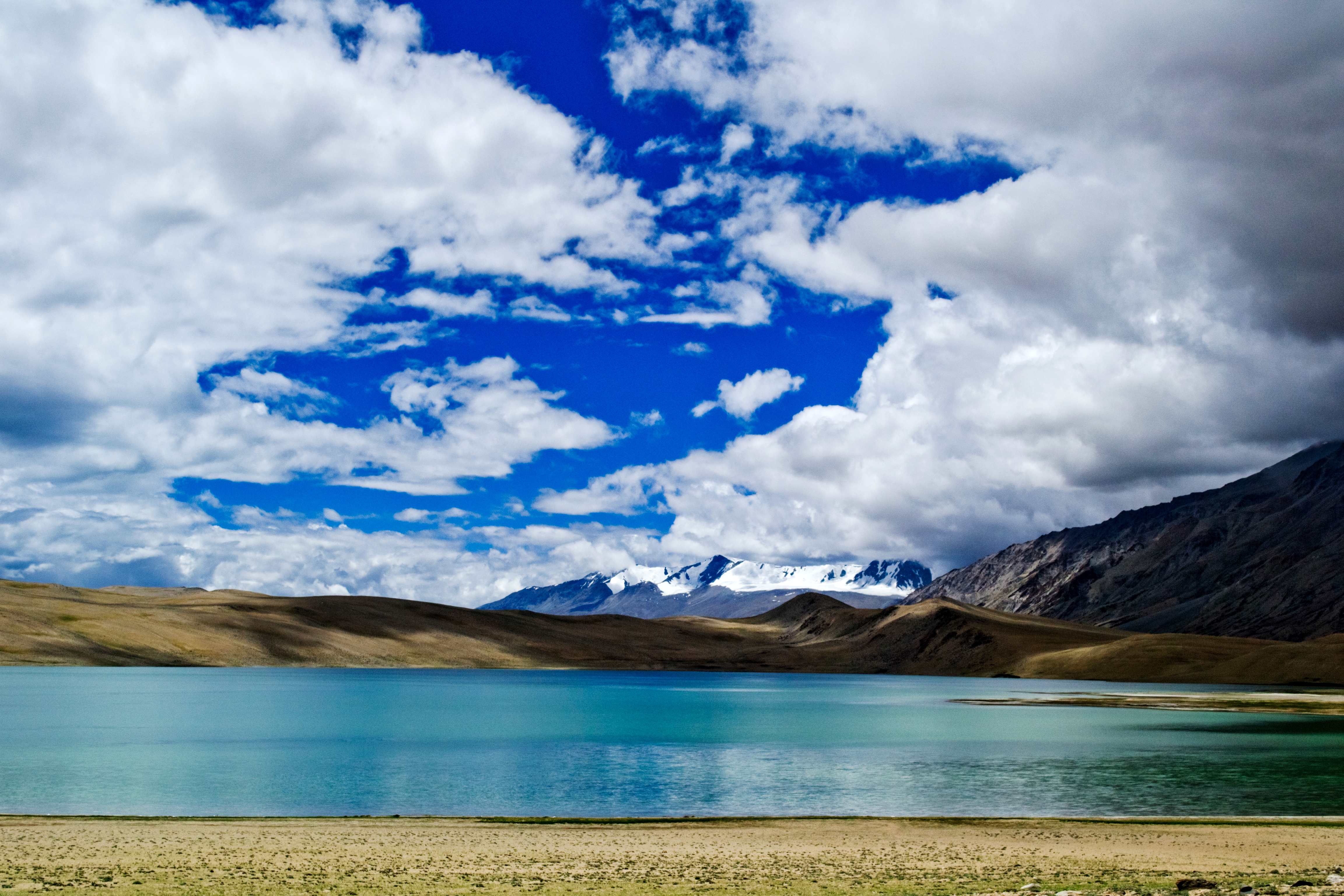
Tso Moriri en agosto

### Vegetación
Si bien las partes más profundas del lago no tienen vegetación, se informa que las áreas poco profundas tienen Potamogeton ssp. Las marismas cuentan con varias especies de juncos y carrizos, en particular Carex, Caragana y Astragalus ssp, todas ellas representativas de la vegetación árida esteparia circundante. El detalle de la vegetación registrada en el área comprende lo siguiente:
- Especies características de Caragana y Astragalus
- Especies de Potamogeton
- Varias especies de Carex, Primula (hierba de bajo crecimiento) y Pedicularis (planta parásita)
- Especies comunes de Juncus thomsonii y Leontopodium sp
- Especies de fitoplancton del alga Oocystis con una densidad de 900 células/litro a una profundidad de 25 m. También se registraron ejemplares de la diatomea Cyclotella .
- Pastos para el ganado doméstico.

Basado en gran parte en la diversidad ecológica del lago (explicada en la sección anterior) y sus alrededores, el Tsomoriri fue añadido en noviembre de 2002 a la lista de sitios Ramsar bajo la Convención Ramsar. La justificación podría resumirse así:
- La fauna es única y tiene una gran variedad de especies endémicas y vulnerables
- Las especies de herbívoros también son endémicas de la región.
- El lago juega un papel fundamental como criadero y punto de paso clave en las rutas migratorias de varias aves acuáticas pertenecientes a seis familias, lo que es distintivo de la diversidad y productividad de los humedales.

## Amenazas al lago

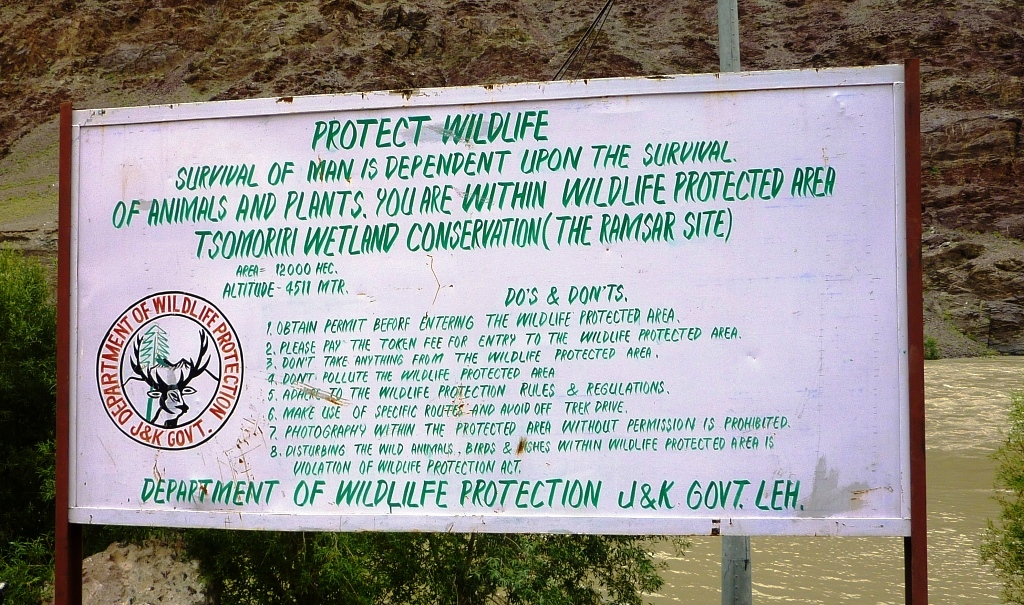
Conservación en Tsomomiri Wetland Conservation, Jammu y Cachemira, India

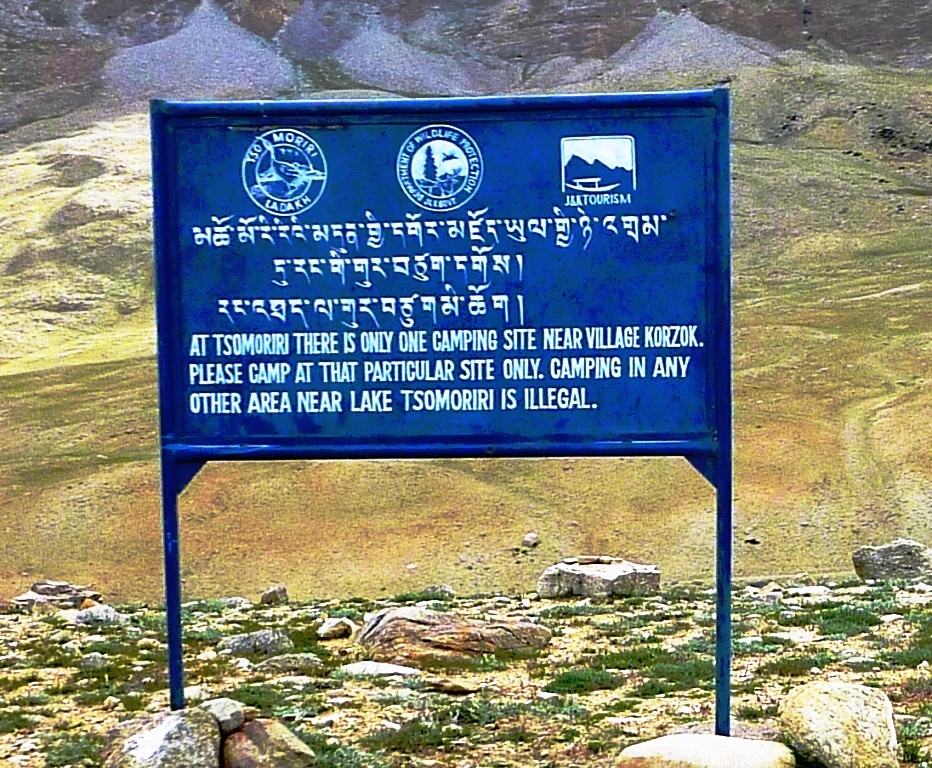
En Tsomoriri solo hay un sitio para acampar. 2010

Hay una serie de amenazas para el lago, entre ellas:
- Incremento en el número de turistas que visitan el lago, afectando la cría de aves acuáticas.
- Construcción de carreteras adicionales a lo largo del lago.
- Degradación de los pastos que afecta a la vida silvestre, en particular a los herbívoros silvestres ( marmotas, liebres, ungulados).
- Aumento en el pastoreo de ovejas en los humedales que rodean el lago.
- La ausencia de una instalación adecuada de eliminación de basura en el lago.
- Se sabe que los perros que tienen las personas que viven cerca del lago atacan a las grullas y destruyen sus huevos.
- Se sabe que los safaris en jeep persiguen la vida silvestre como el kiang y se acercan a las zonas de cría.
- Falta de regulación y vigilancia por parte del gobierno.

## Esfuerzos de conservación
Se ha reconocido la necesidad de desarrollar una estrategia y un plan de acción para preservar la extrema fragilidad del ecosistema lacustre, con el énfasis necesario a nivel nacional e internacional para desarrollar la actividad de conservación del lago con la participación de todas las partes interesadas. Las acciones iniciadas en esta dirección son:
Tso Moriri es un humedal protegido por la administración. Está prohibido disparar a la vida silvestre. El Departamento de Vida Silvestre del Estado ha establecido un puesto de control cerca del puente Mahe a la entrada del lago. WWF-India Project ha establecido una oficina de campo en Karzok, en la orilla noroeste de Tso Moriri para la "Conservación de humedales de gran altitud en la región de Ladakh" para realizar encuestas, interactuar con turistas, proporcionar guías, actuar como centro de información y llevar a cabo programas de educación para locales, turistas, etc.
El Instituto de Vida Silvestre de la India también ha establecido una estación de campo en Leh para llevar a cabo investigaciones científicas en la región. Se han creado clubes de naturaleza y se ha editado un folleto informativo sobre el lago. Los esfuerzos de WWF–India también dieron como resultado que la comunidad local declarara a Tso Moriri como un 'Regalo Sagrado para un Planeta Vivo' durante la Conferencia Anual celebrada en Nepal en noviembre de 2000.